# Josep Benedito Rovira
Josep Benedito Rovira   (l'Hospitalet de Llobregat, 1948) és un arquitecte català.

## Trajectòria personal
Nascut a l'Hospitalet de Llobregat, de molt petit va viure al barri del Poblenou de Barcelona. Va començar la seva carrera artística treballant a l'estudi del famós arquitecte Josep Antoni Coderch. Als 34 anys va guanyar el premi FAD per l'edifici de l'escola Josep Sol, a Santa Coloma de Gramenet. Entre els anys 1981 i 1989 va dirigir el Departament de Projectes de la Conselleria d'Ensenyament, des d'on va impulsar la construcció d'algunes de les escoles més interessants des del punt de vista arquitectònic. Posteriorment, ha participat en la construcció d'alguns dels edificis de la Universitat Pompeu Fabra, de l'Arxiu Nacional de Catalunya i de la Universitat Politècnica de Catalunya. És l'autor de l'església del Patriarca Abraham.